# 山崎龍女

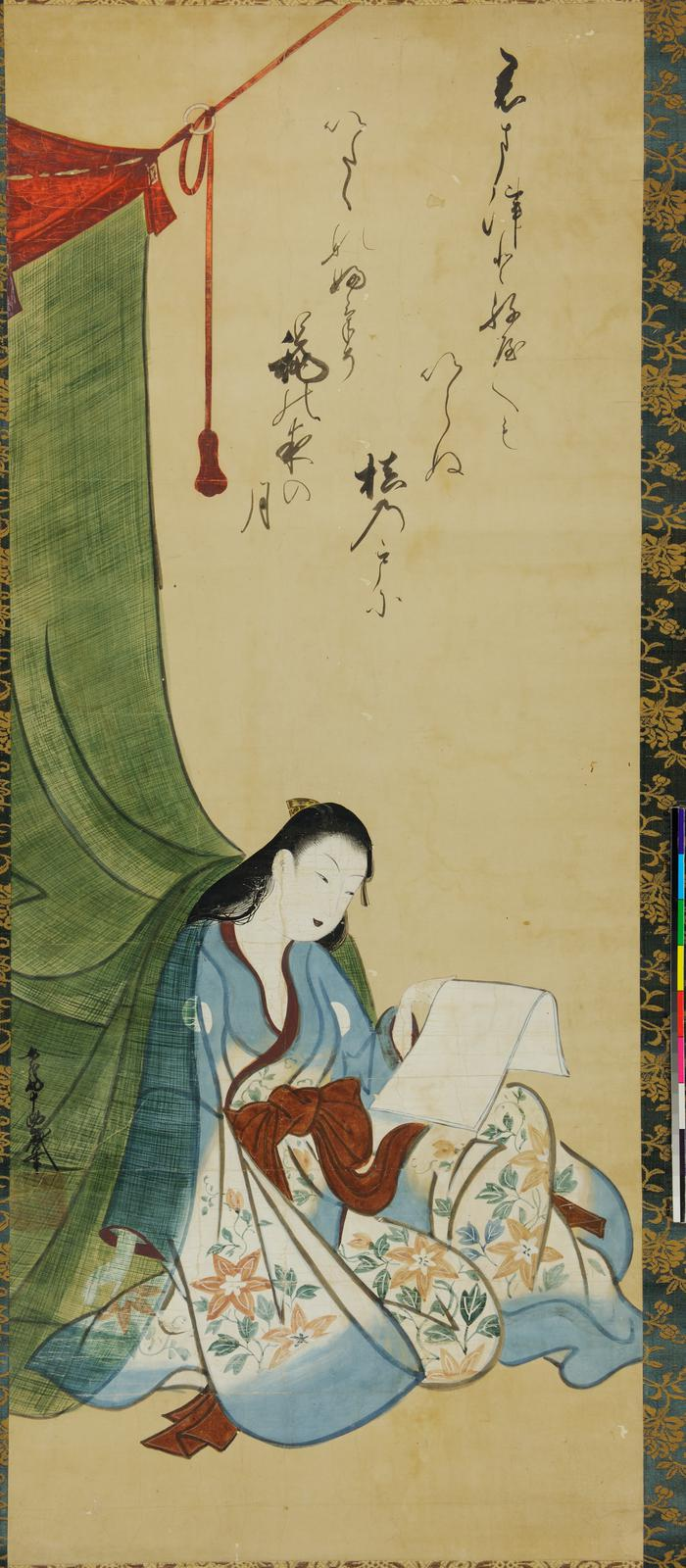
「蚊帳美人図」　山崎龍女筆。

山崎 龍女（やまざき りゅうじょ、生没年不詳）とは、江戸時代中期の女流浮世絵師。

## 来歴
名はお龍、落款には「龍女」または「女龍」と記している。『増補浮世絵類考』によれば、下谷長者町（現在の上野三丁目及び五丁目）に住む御旗同心山崎文左衛門の娘だったという。のちに芝増上寺門前に住む。生没年については明らかではないが、代表作の一つで「十四歳筆」の落款がある「傘持美人図」（MOA美術館所蔵）には、遊女が着ている浴衣地に市川門之助、山下金作、三条勘太郎のものと見られる役者の紋があり、山下金作が江戸に下ったのは享保8年（1723年）冬、市川門之助は享保14年（1729年）正月に没している。このことから龍女は正徳期（1711年 - 1716年）の生まれであるとほぼ限定できる。
作画期は享保のころで、幼時から画才に富み、十代で既にひとかどの肉筆美人画を描いている。画風からは懐月堂派の影響が見られ、玉子形の顔に切れ長の目の美人の風貌は、当時の様式によるが龍女独自のものである。享保19年（1734年）に刊行された『本朝世事談綺』（菊岡沾涼著）にはその当時、「おりう絵」と呼ばれて盛名を得た様子を以下のように伝えている。
「おりう絵　女画、竜は六、七歳のころより天性うき世絵に耽て習はずして得たり。手跡また亜之（これにつぐ）。能筆也。始は東叡山の麓にあり。今増上寺門前に住す。現在也。頃年女画工の名手なり」
『近世逸人画史』は龍女について、「おりう江戸下谷の人、画を菱川師宣に学ぶ、其画風一工夫ありて奇趣あり、業平の涅槃像の奇図を作る、実に女子の英傑なるものなり」と記す。絵を菱川師宣に学んだとあるが年代の上で無理があり、おそらくは独学で習得したものと見られる。また龍女には「業平涅槃図」という作品があり、これは英一蝶による「業平涅槃図」を直接参考にしたようである。
龍女が描いた作品には「山崎氏女龍十四歳筆」のように年紀の記されたものが多く、12歳から33歳までの各時期のものが確認されている。また材質面の特徴として、絹本より紙本に描かれたものが圧倒的に多く、絵の具もあまり良質ではない。こうした特色は、龍女が寺社の境内において参詣客の前で、即興的に制作した証左とも考えられる。同時代の『本朝世事談綺』に記事が載るのも、14歳のうら若い乙女が群衆を前に見世物的に制作して販売する行為が世上の話題になったからとも推測できる。

## 作品
- 「二美人駒引き図」　紙本着色　東京国立博物館所蔵　※「山崎氏女龍十四歳筆」の落款と「山崎氏女」の白文方印、「貞女不見両夫　風にかく　冨士の煙の　空にきえて　行衛も知らぬ　わが思哉」の画賛あり
- 「色子立姿図」　紙本着色　光記念館所蔵　※「山崎氏女龍十四歳筆」の落款あり。那須ロイヤル美術館（小針コレクション）旧蔵
- 「湯上がり美人図」　紙本着色　日本浮世絵博物館所蔵　※「山崎氏女龍十四歳筆」の落款あり
- 「蚊帳美人図」　紙本着色　大英博物館所蔵　※「女龍十四歳筆」の落款、「君まつと　ねやへもいらぬ　槇の戸に　いたくなふけそ　穐の夜の月」の画賛あり
- 「美人図」　紙本着色　ニューオータニ美術館所蔵　※「山崎氏女龍十四歳筆」の落款、印文不詳の白文方印あり
- 「傘持美人図」　紙本着色　MOA美術館所蔵　※「山崎氏女龍十四歳筆」の落款と「山崎之印」の白文方印、「世をすてゝ　身はなきものと　おもへとも　ゆきの降る夜は　さむくこそあれ」の画賛あり
- 「蚊帳美人図」　紙本着色　出光美術館所蔵　※「女龍画」の落款、印文不詳の朱文方印あり
- 「水仙をもつ若衆図」　紙本着色　出光美術館所蔵　※「山崎氏女龍画」の落款あり
- 「縁台美人喫煙図」　紙本着色　たばこと塩の博物館所蔵　※「女龍筆」の落款あり
- 「桜下美人図」　絹本着色　インディアナポリス美術館所蔵　※「女龍筆」の落款、「ふめば惜し　ふまねば行かむ　方もなし　心盡しの　やまざくらかな」の画讃あり